# Cantagiro
A Cantagiro egy olasz, nyári könnyűzenei turnésorozat, amely 1962 és 1974, majd 1977 és 1981 között valamint új változatban 1990 és 1993 között és újabb kihagyással 2005 óta ismét minden évben megrendezésre kerül. 

## Története
A Cantagiro ötlete Ezio Radaelliben merült fel, aki aa Giro d'Italiához hasonló módon egy olasz zenei turnét hozott létre, amelynek keretében az énekesek körbeutazzák Olaszországot és egymással versenyeznek a különböző állomáshelyeken, amik különböző települések voltak. Az együttutazó énekesek egymással versenyeztek és az adott településen a helyiekből verbúvált zsűri rangsorolta a dalokat és minden állomáshelyen egy állomás győztest (vincitore di tappa) hírdettek. Az első években egy turné alatt 11-12 állomás volt. Az utolsó állomás évekig Fiuggi volt, ahol a turné győztesét hirdették ki, majd 1968 és 1972 között Recoaro Terme volt az utolsó állomás. Az énekeseknek a két állomás között nyitott autóban kellett utazniuk, hogy a rajongóiknak elérhetők legyenek. Emiatt gyakori volt, hogy a rajongók tömege kisérte egyik helyről másikra kedvenc énekeseiket. Ha nem nyitott autóban utaztak az énekesek, azért pénzbüntetés és a versenyből való kizárás járt.
A turnéban három kategória volt: a profi énekesek, az új felfedezett énekesek és az együttesek. A döntő előtti utolsó három estét a Rai 1 közvetítette. 
1962-ban az első évad műsorvezetői Nuccio Costa és Dany París színésznő voltak. A profi énekesek kategóriában Adriano Celentano győzött Stai lontana da me (Légy távol tőlem) dalával, 1963-ban Peppino di Capri "Non ti credo" című dalával győzött, majd 1964-ben Gianni Morandi "In ginocchio da te" dalával nyerte meg a Cantagirót. 1967-ben a profi kategóriában Rita Pavone, az új felfedezettek kategóriában Massimo Ranieri győzött. 1965-ben a Cantagirónak külföldi állomásai is lettek: július 1-én Moszkvában, július 7-én Frankfurtban és július 8-án Bécsben is felléptek. 
A fesztivál volt két olasz musicarello filmnek a témája: az 1964-es Urlo contro melodia nel Cantagiro 1963 és az 1967-es La più bella coppia del mondo című filmeknek. 
A 70-es években a Cantagiro iránt egyre kisebb lett a figyelem, valamint megváltozott a zenei ízlés is és a fogyasztás is, ami miatt 1974 után nem szerveztek több Cantagirót. 
1977-ben kisebb médiafigyelemmel, de újraindult a Cantagiro. Olyan énekesek tűntek fel mint Giuni Russo, Giulietta Sacco, Giancarlo D'Auria és Nino Minieri. 1978-ban Vittorio Salvetti – a Festivalbar akkori műsorvezetője – volt az évad műsorvezetője. Olyan híres énekesek léptek fel mint Rino Gaetano, Gepy & Gepy , Juli & Julie , Daniela Davoli és Toni Santagata. 1979-ben nem volt Cantagiro, de 1980-ban ismét volt, ekkor Anna Oxa és Mario Rosini lépett fel.
Mivel továbbra sem hozta a várt sikert a fesztivált, ezért 1981 után úgy döntöttek, hogy nem lesz többet Cantagiro.

### Az Új Cantagiro 1990-1993
1990-ben újraindították a Cantagirót, amelyet a Rai 2 közvetített. Átalakították a műsort: 14 ismert előadó és 7 párban induló énekes versenyzett. Az 1991-es és 1992-es évadoknak Gabriella Carlucci és Mara Venier voltak a műsorvezetői. Az 1991-es évadot Paola Turci és a Tazenda együttes nyerte meg. Ebben az évadban debütált Laura Valente a Matia Bazar énekes
1992-ben az egyik adást megszakította a Rai 2 Paolo Borsellino vizsgálóbíró megölésének hírére. 

## Győztesek

### Cantagiro
| Év   | A Csoport – Profi énekeseek              | B Csoport – Új felfedezettek              | C Csoport – Együttesek                   |
| 1962 | Adriano Celentano – "Stai lontana da me" | Donatella Moretti – "L'abbraccio"         |                                          |
| 1963 | Peppino Di Capri – "Non ti credo"        | Michele – "Se mi vuoi lasciare"           |                                          |
| 1964 | Gianni Morandi – "In ginocchio da te"    | Paolo Mosca – "La voglia dell'estate"     |                                          |
| 1965 | Rita Pavone – "Lui"                      | Mariolino Barberis – "Il duca della luna" |                                          |
| 1966 | Gianni Morandi – "Notte di ferragosto"   | Mariolino Barberis – "Spiaggia d'argento" | Equipe 84 – "Io ho in mente te"          |
| 1967 | Rita Pavone – "Questo nostro amore"      | Massimo Ranieri – "Pietà per chi ti ama"  | The Motowns – "Prendi la chitarra e vai" |
| 1968 | Caterina Caselli – "Il volto della vita" | Showmen – "Un'ora sola ti vorrei"         |                                          |
| 1969 | Massimo Ranieri – "Rose rosse"           | Rossano – "Ti voglio tanto bene"          |                                          |
| 1970 | N/A                                      | Paolo Mengoli – "Mi piaci da morire"      |                                          |
| 1971 |                                          |                                           |                                          |
| 1972 | N/A                                      | FM2 – "Chérie chérie"                     | Gens – "Per chi"                         |

### Új Cantagiro
| Év   | Győztesek                             |
| 1990 | Paola Turci – "Frontiera"             |
| 1991 | Francesca Alotta – "Chiamata urgente" |
| 1992 | Aleandro Baldi – "Il sole"            |
| 1993 | Bracco Di Graci – "Guardia o ladro"   |